# Bernhard Vock
Bernhard Vock (* 12. April 1963 in Mödling) ist ein österreichischer Politiker (FPÖ).

## Ausbildung und Beruf
Bernhard Vock absolvierte die Volksschule, AHS-Unterstufe und Handelsakademie in Mödling und legte 1984 die Matura ab.
Er arbeitete zwischen 1984 und 1986 bei Siemens als selbständiger Privatgeschäftevermittler und war zwischen 1986 und 1988 Organisationssekretär der FPÖ Wien. Danach war er von 1989 bis 2004 für den ÖAMTC tätig. Seit 2001 ist Vock zudem nebenberuflich im EDV-Bereich tätig und machte sich 2004 in diesem Bereich selbständig. Vock ist seit 2006 Unternehmer im Bereich Parkplatzbewirtschaftung.

## Politik
Bernhard Vock ist seit 1986 Mitglied der Bezirksparteileitung der FPÖ Mödling und war von 1989 bis 2009 Stadtparteiobmann der FPÖ in Mödling. Von 1990 bis 2000 war er Gemeinderat in Mödling, seit 2007 ist er stellvertretender Obmann des Rings Freiheitlicher Wirtschaftstreibender in Niederösterreich. Nach dem Wechsel von Barbara Rosenkranz in die Niederösterreichische Landesregierung rückte Vock am 10. April 2008 auf das freigewordene Mandat der FPÖ im Landeswahlkreis Niederösterreich nach. Er wurde in der Folge zum Bauten- und Tierschutzsprecher gewählt. Er war von 2008 bis 2013 Abgeordneter zum Österreichischen Nationalrat. Durch jahrelange Verhandlungen ist es ihm gelungen, dass der Tierschutz in Österreich 2013 in den Verfassungsrang als Staatszielbestimmung gehoben wurde.